# Hacienda de Santa María Regla
La hacienda de Santa María Regla; esta construcción del siglo XVIII que fuera la residencia del conde de Regla, Pedro Romero de Terreros. Se localiza en Santa María Regla, 4 km al noreste de la localidad de Huasca de Ocampo en el municipio homónimo, dentro del estado de Hidalgo en México.

## Historia
En el siglo XVIII, surge la necesidad de construir haciendas para el beneficio de la plata, a partir de la bonanza de la Veta Vizcaína; el propietario de esta, Pedro Romero de Terreros busca un sitio para su edificación, ya que el terreno montañoso de Real del Monte era un obstáculo, al requerirse extensiones planas para practicar el beneficio de patio, inventado por Bartolomé de Medina.
Romero de Terreros, decidió llevar al cabo el proyecto en la vecina población de Huasca, de modo que entre 1760 y 1762, construye las haciendas de Santa María, San Francisco Javier, San Miguel y San Antonio todas de Regla; con lo que se propicia el gran desarrollo de la región ya que dio ocupación a cientos de trabajadores en primer término para construirlas y enseguida para operarlas en toda su capacidad.
En 1803 Alexander von Humboldt y Aimé Bonpland, visitan las minas de Pachuca de Soto, Mineral del Monte, así como la región de Huasca de Ocampo; Humboldt dibujaría a lápiz los Prismas basálticos de Santa María Regla. Los pintores Johann Moritz Rugendas y François Mathurin Adalbetr, estuvieron en México entre 1831 y 1834, en su paso por el estado de Hidalgo pintaron los Prismas basálticos de Santa María Regla y la hacienda de Santa María Regla en 1832.
En 1855 Eugenio Landesio fue contratado por la Academia de San Carlos de las Nobles Artes para dar el taller de paisajismo en la institución. Permaneció 22 años en México y viajó a diferentes partes del país. En una exposición para la academia exhibió su óleo Patio de la Hacienda de Regla. La obra era parte del conjunto de diez paisajes que pintó para Nicanor Béistigui, acaudalado comerciante y socio de la Compañía Real del Monte.
En la campaña turística de 2007 Trece maravillas de México —realizada TV Azteca y el Consejo de Promoción Turística de México (CPTM)— las prismas basálticos fueron considerados una de las trece maravillas naturales del país.

## Arquitectura

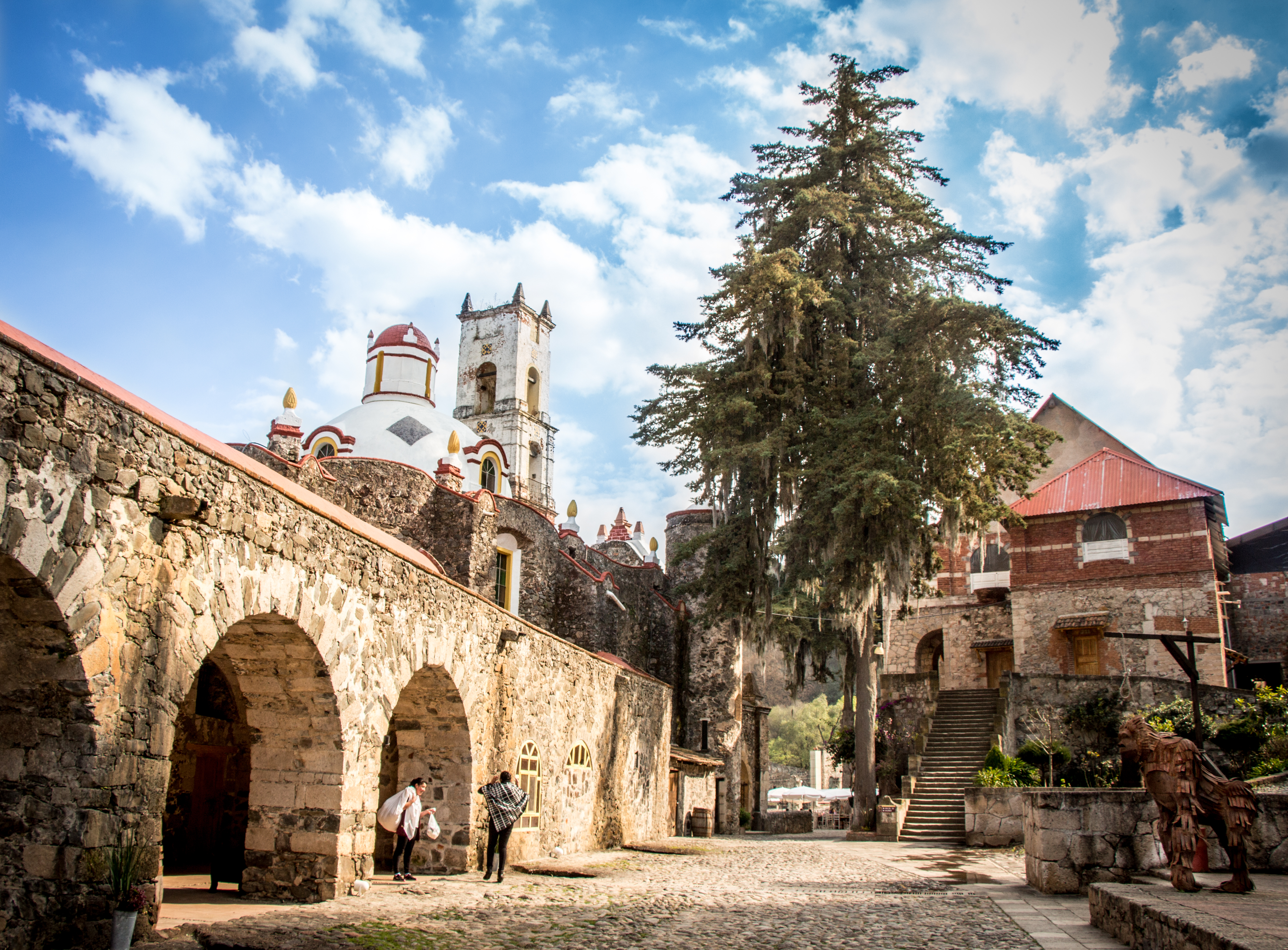
Entrada a la Hacienda de Santa María Regla.

La hacienda conserva gran parte de sus patios. La hacienda fue transformada en un hotel rústico de estilo colonial con 51 habitaciones, y cuenta con: capilla, jardín con capacidad hasta para 600 personas, presa artificial, salones de eventos y ofrece sus espacios para todo tipo eventos.

### Parroquia de Nuestra Señora de Loreto

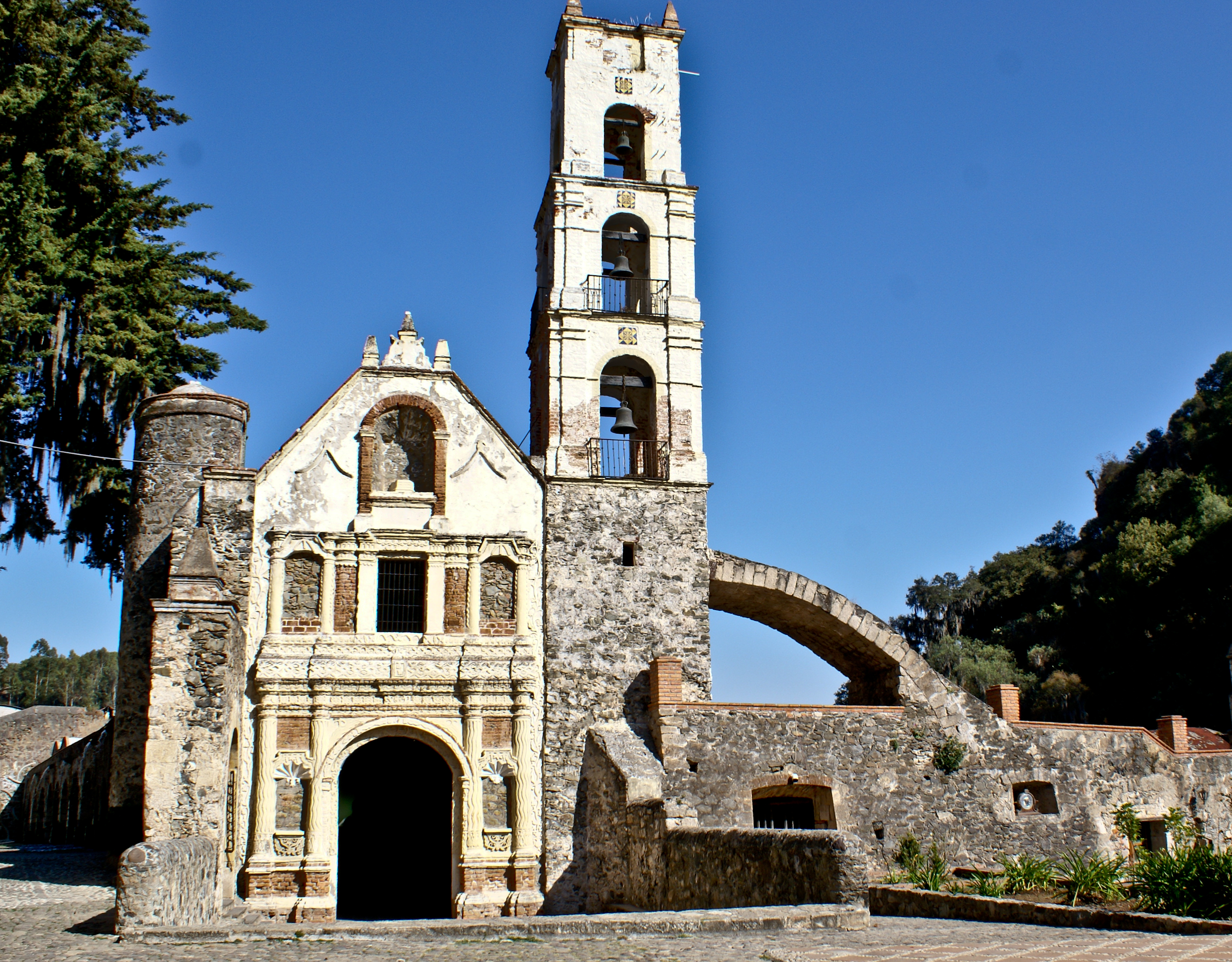
Parroquia de Nuestra Señora de Loreto.

La Parroquia de Nuestra Señora de Loreto, está precedida de un pequeño atrio limitado por una barda. La nave de la parroquia es de una sola planta rectangular y el ábside es un medio hexágono, la planta está seccionada en cuatro cuerpos por medio de pilastras con medias muestras, de las cuales las dos primeras se cubren con bóveda de lunetas y la tercera con una cúpula hemisférica con la linternilla. Los muros están cubiertos por mampostería y pintados al temple.
La fachada principal de la iglesia integra con dos cuerpos, el primero se encuentra en la puerta principal concluida con arco de medio punto con doble archivolta, la interior prolongada como continuación de la jamba y la exterior sentada en las impostas. Flanquean el vano dos columnas adosadas de fusta estrado que soportan el establecimiento.
En el segundo cuerpo existen una ventana cuadrangular flanqueada por pilastras y encuadrada entre cuatro columnas, dos por lado, que soportan un segundo establecimiento, coronan la portada un imatrofe semihexagonal, rematado por tres meriones; en el tímpano se encuentra un nicho aconchado que aloja la imagen de nuestra Señora de Loreto.

## En la cultura popular
En esta hacienda se han filmado películas nacionales e internacionales. La película La máscara del Zorro (1998) filmó una parte en la hacienda, la escena en el que los protagonistas se conocen cuando, después de un duelo de espadas, Alejandro (Antonio Banderas) semi desviste a Elena (Catherine Zeta-Jones) marcando en su corsé la “Z” de Zorro.

## Galería

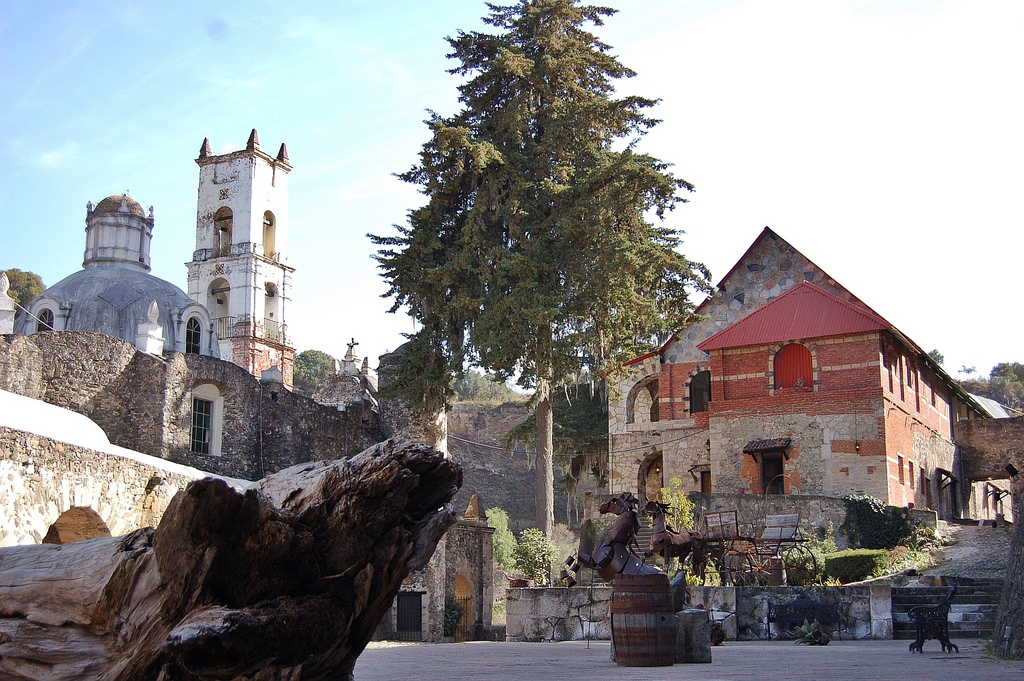
Entrada
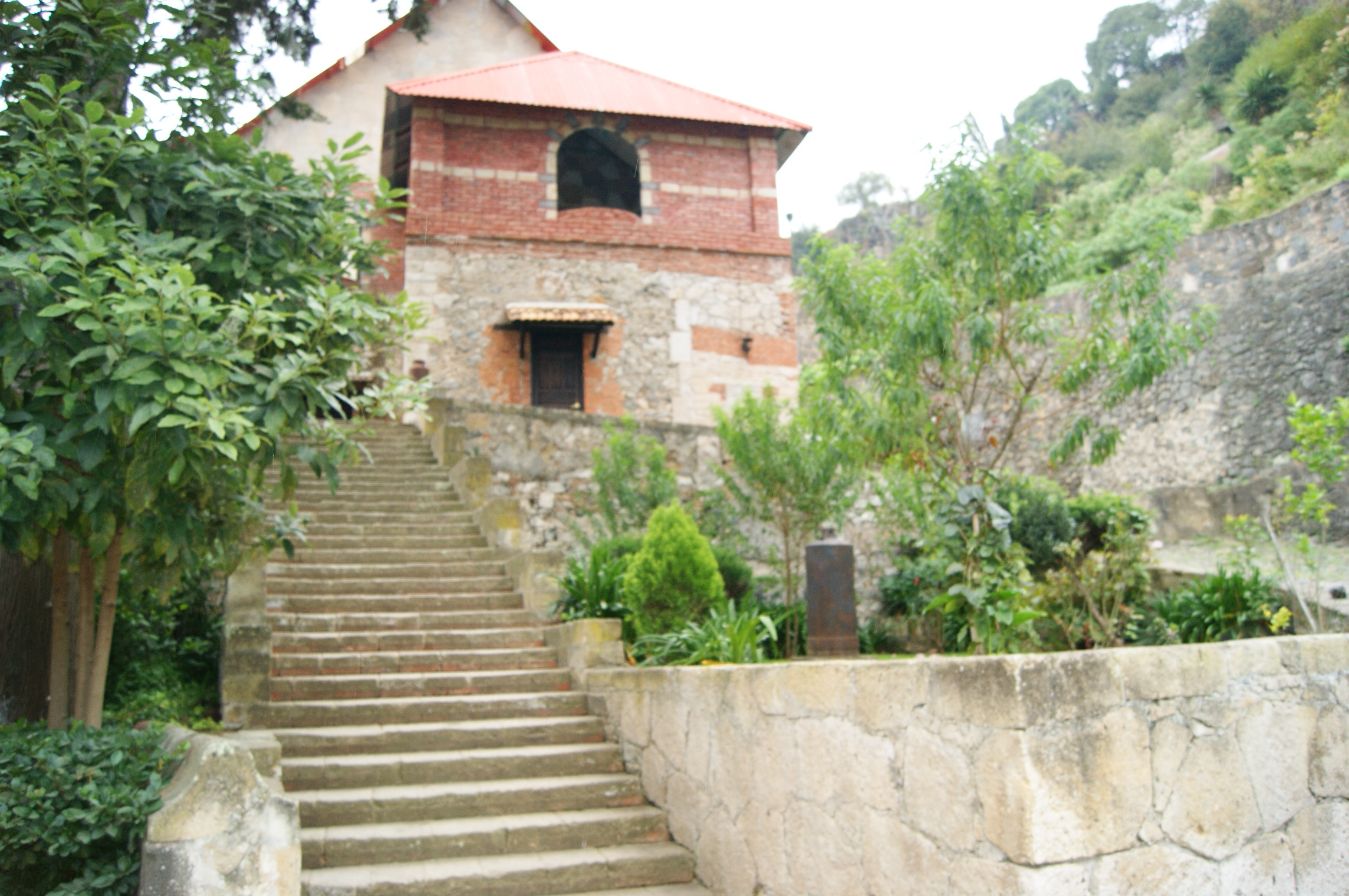
Edificio principal
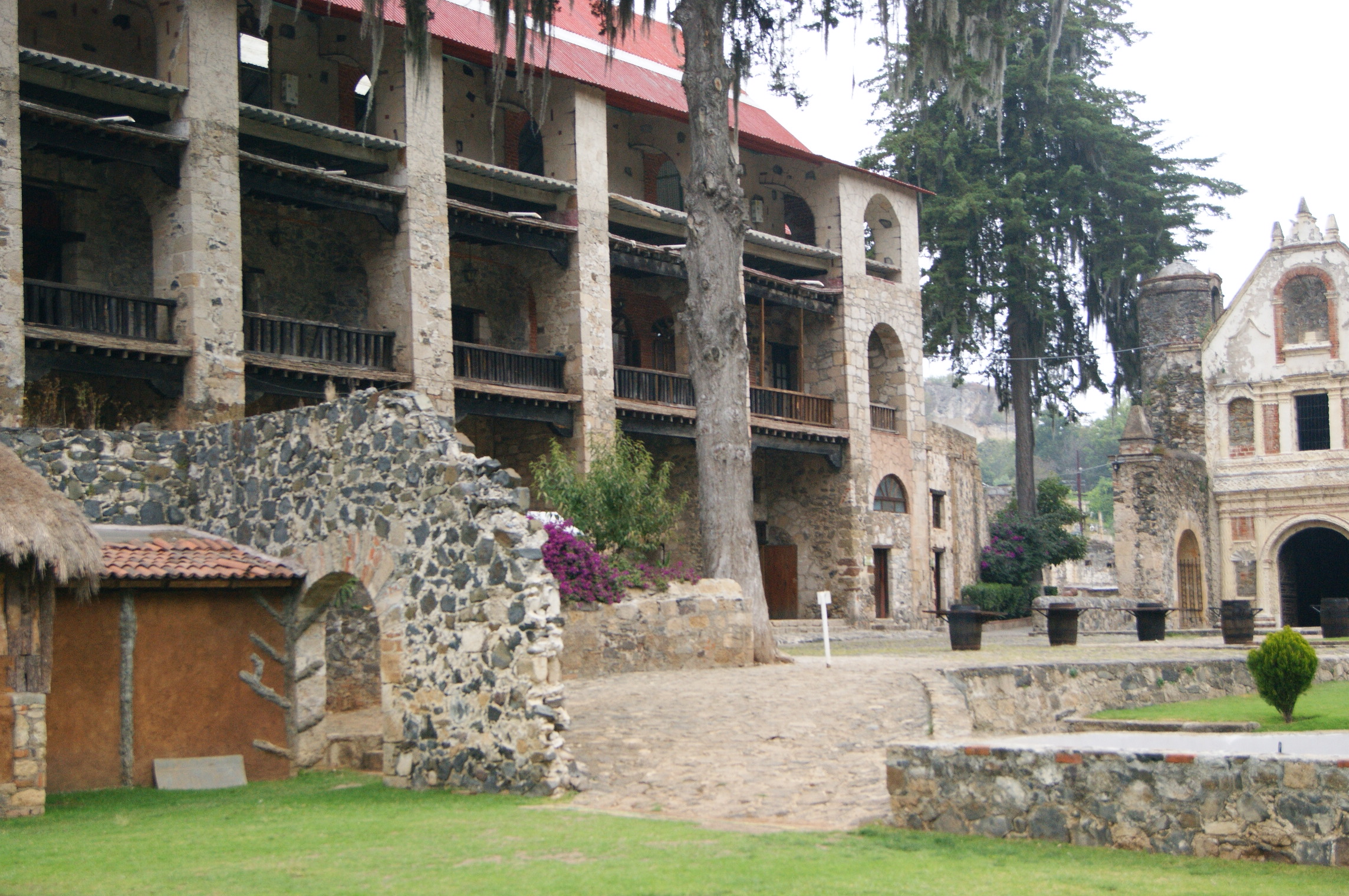
Atrio frente a la Parroquia
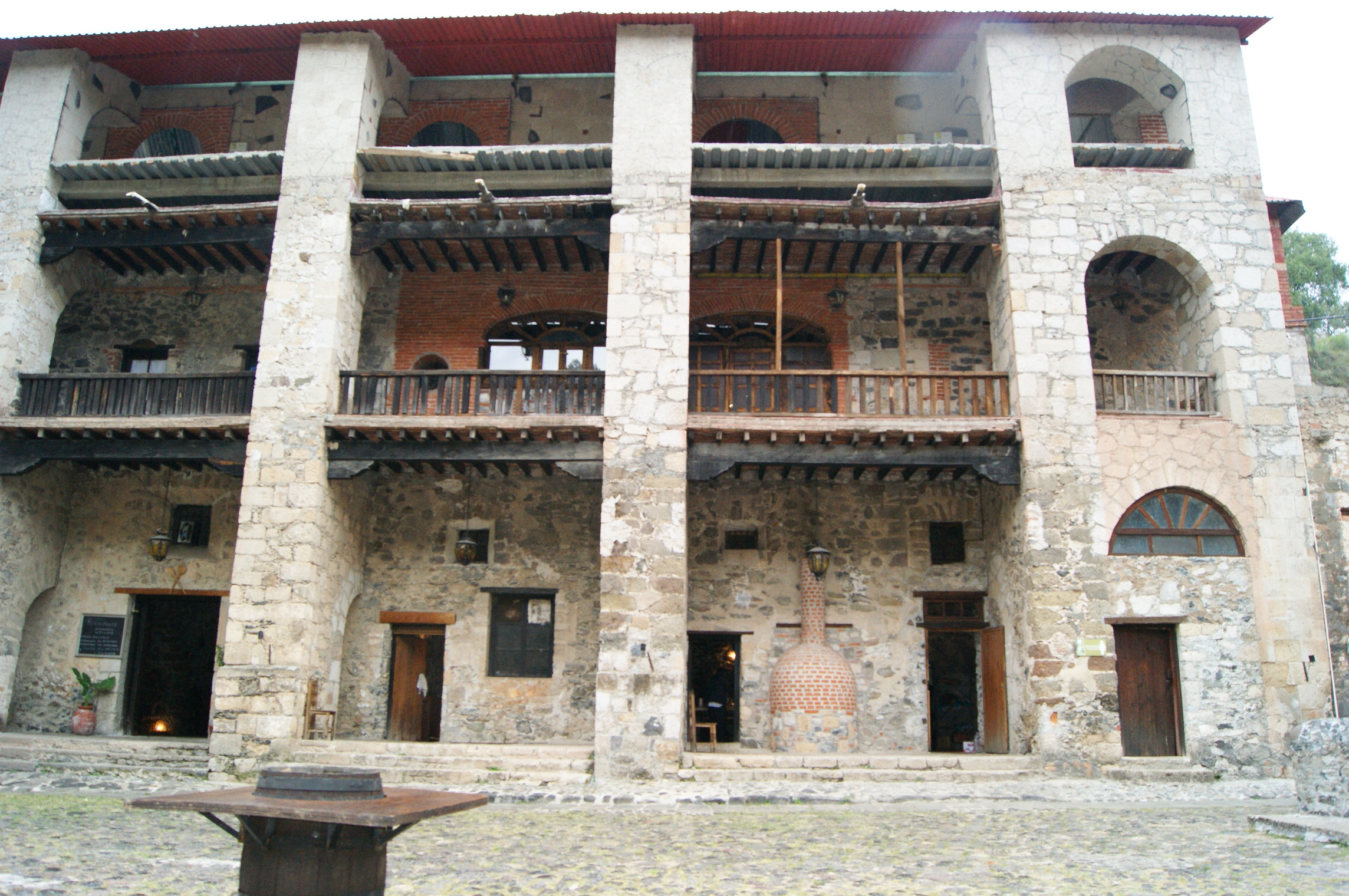
Habitaciones
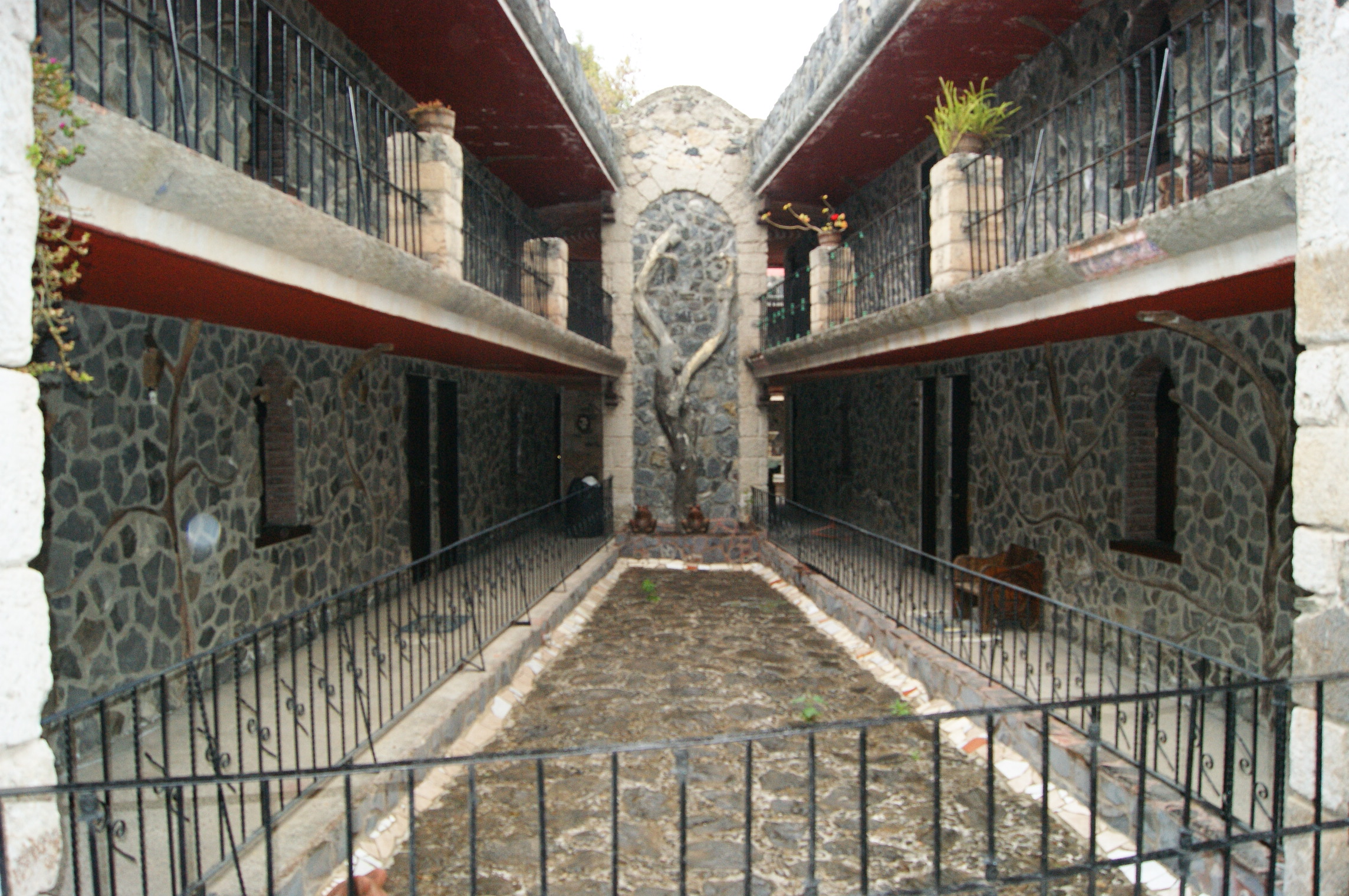
Habitaciones
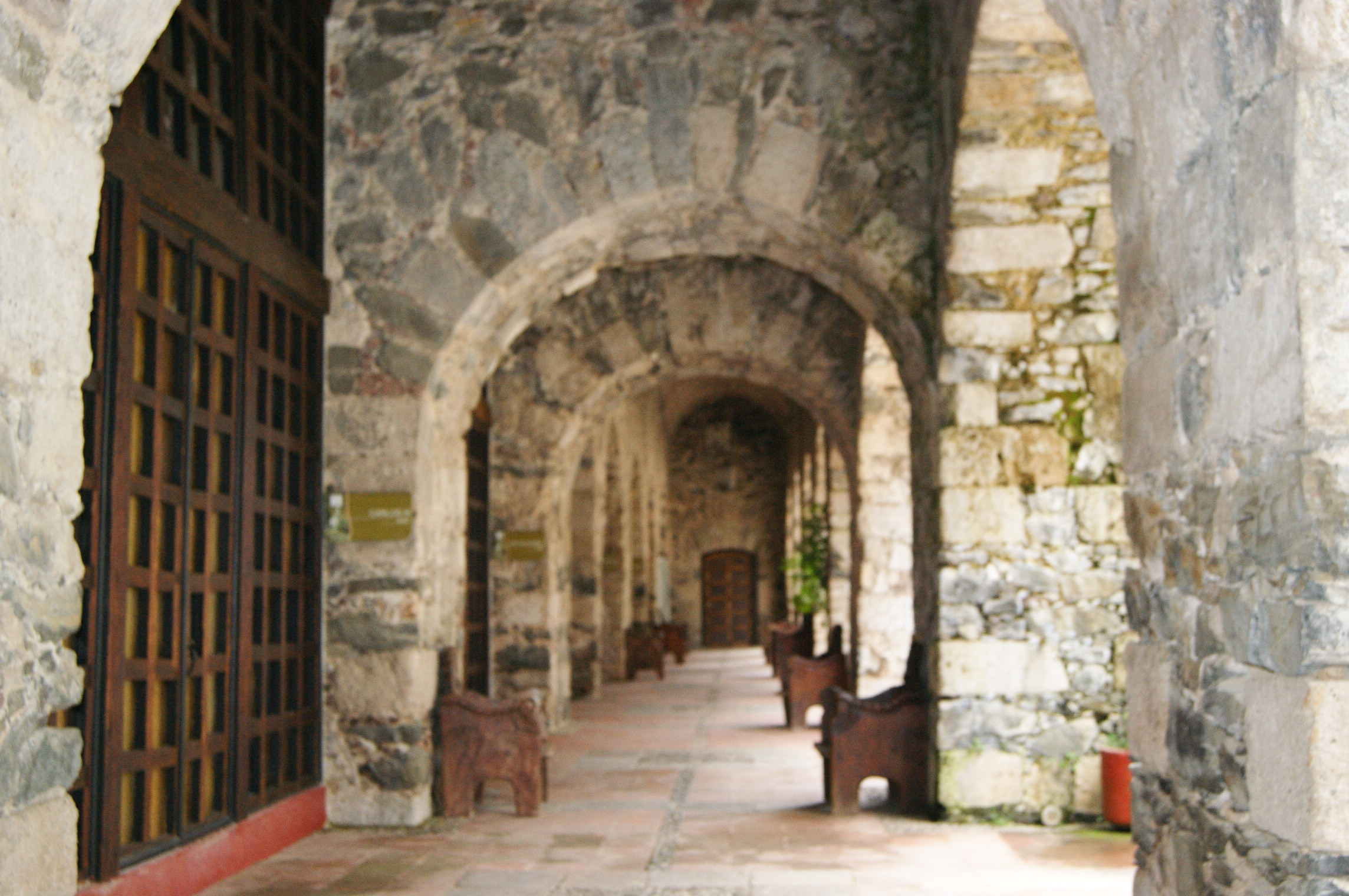
Pasillo
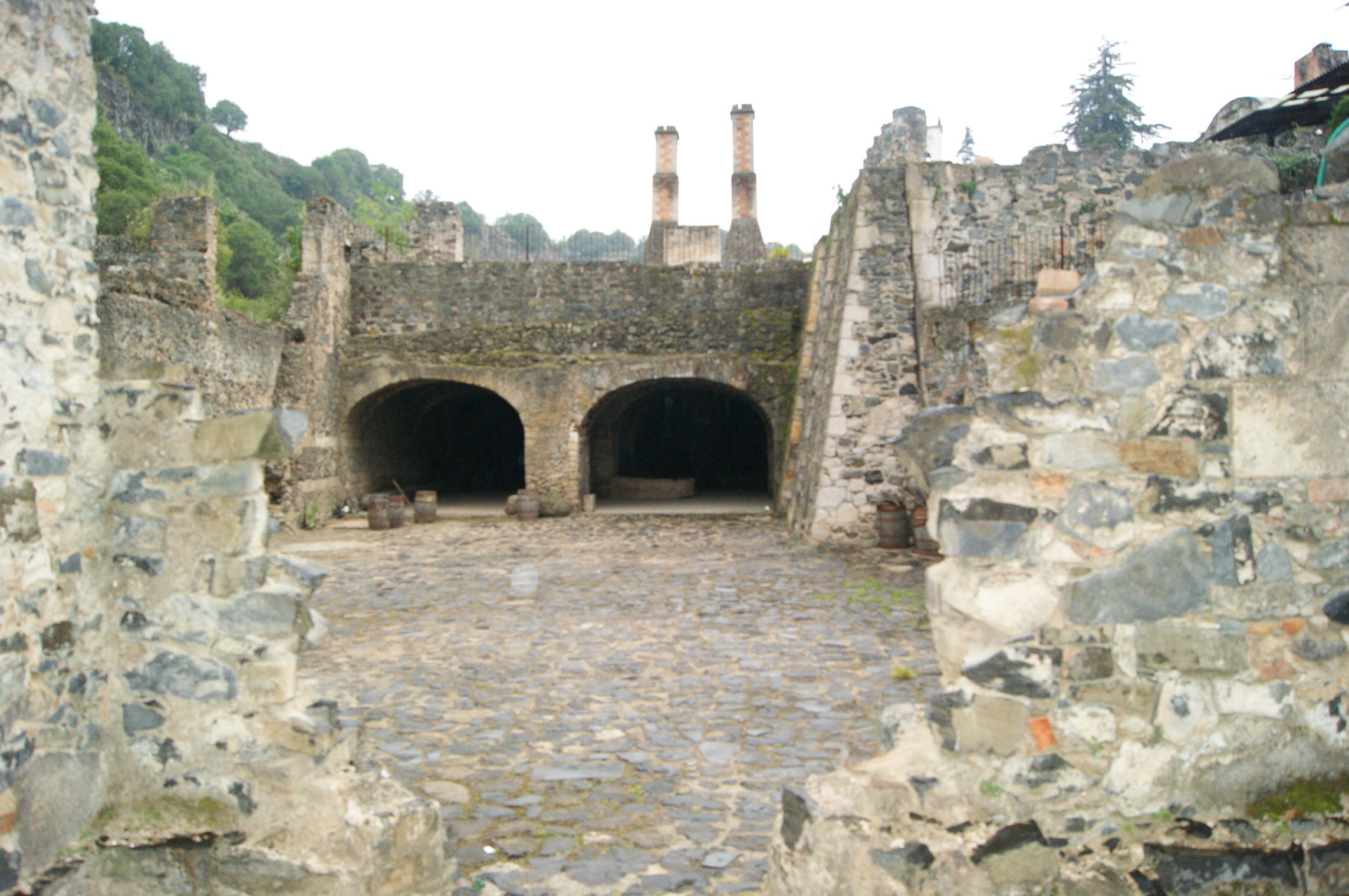
Túneles
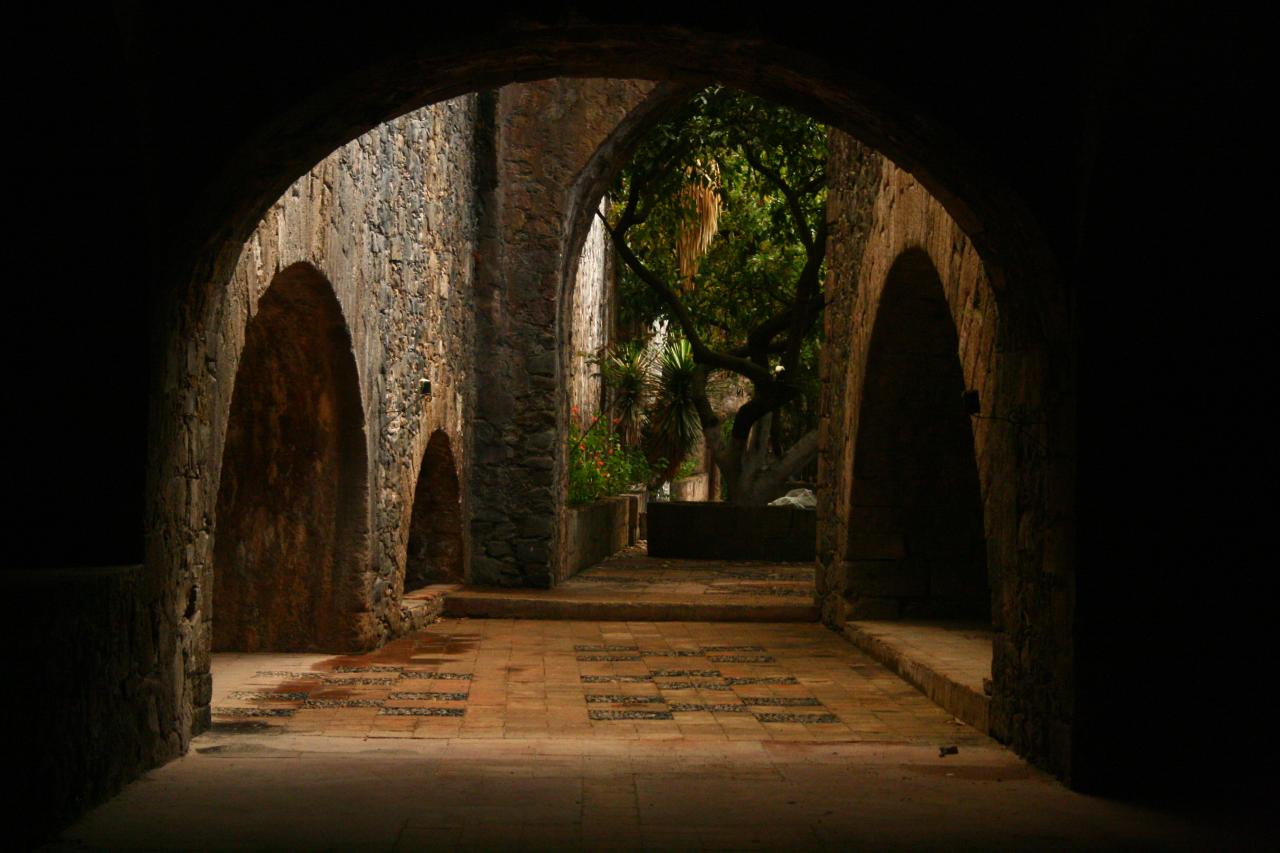
Túneles
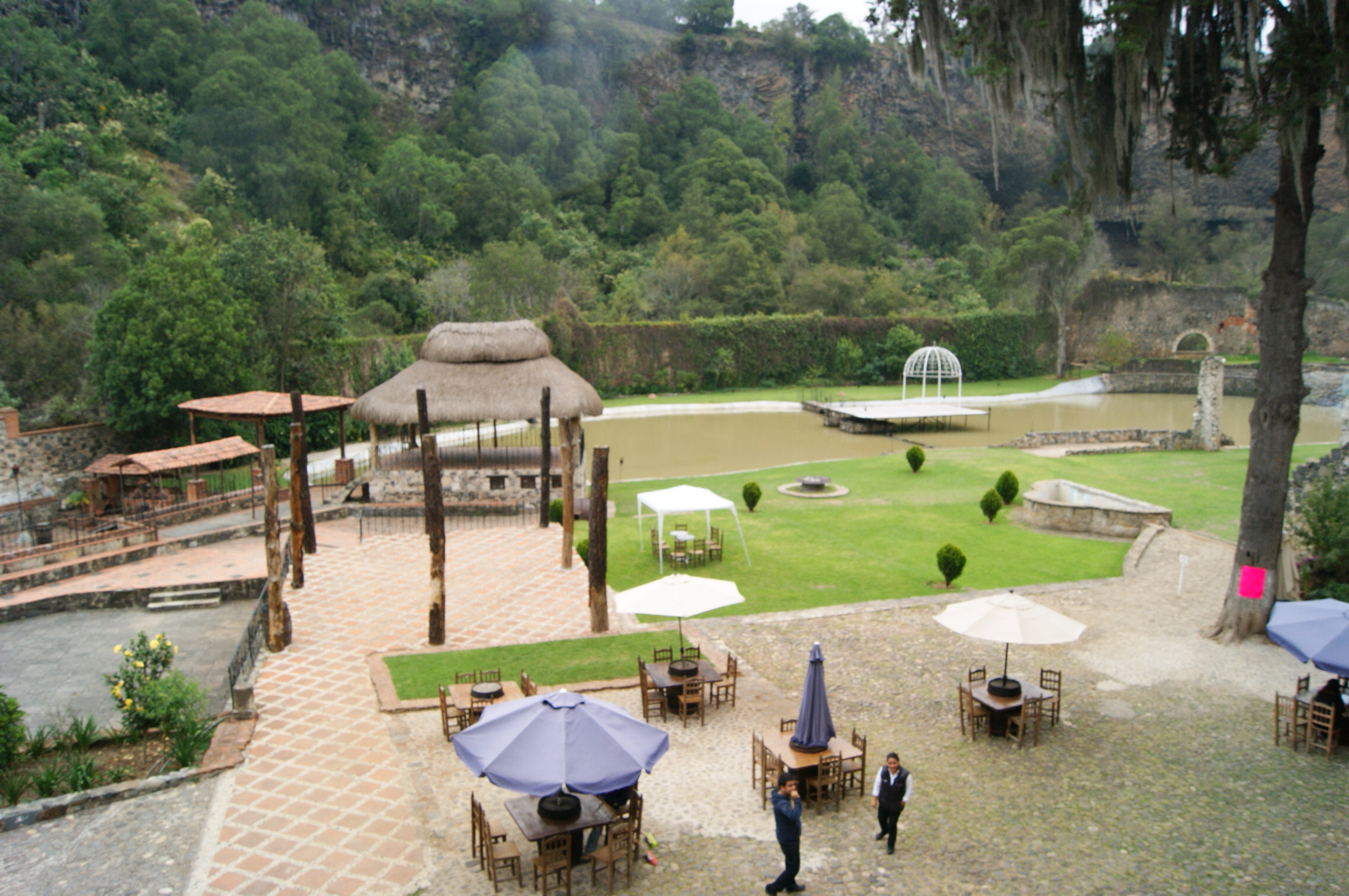
Jardín
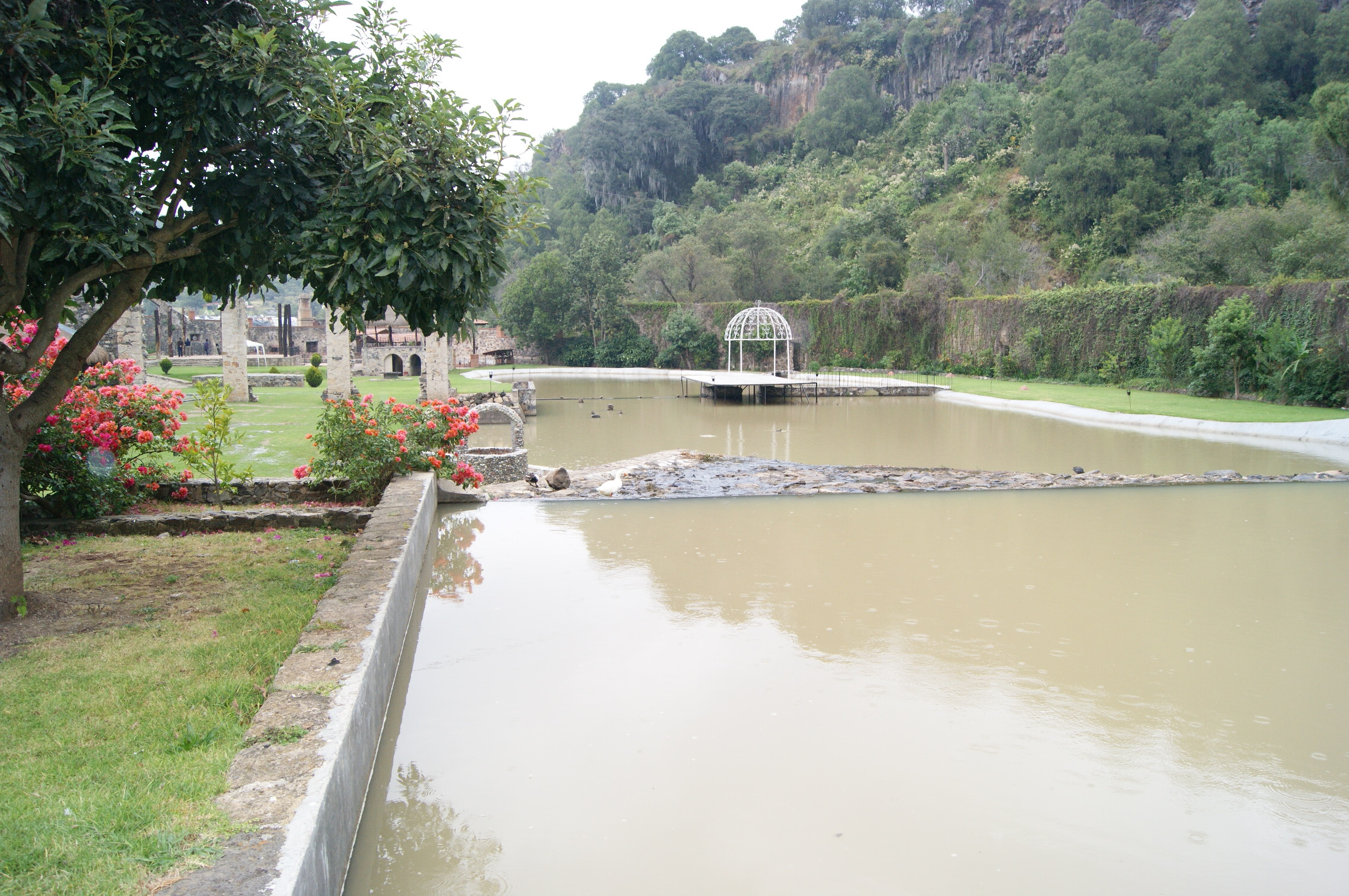
Jardín
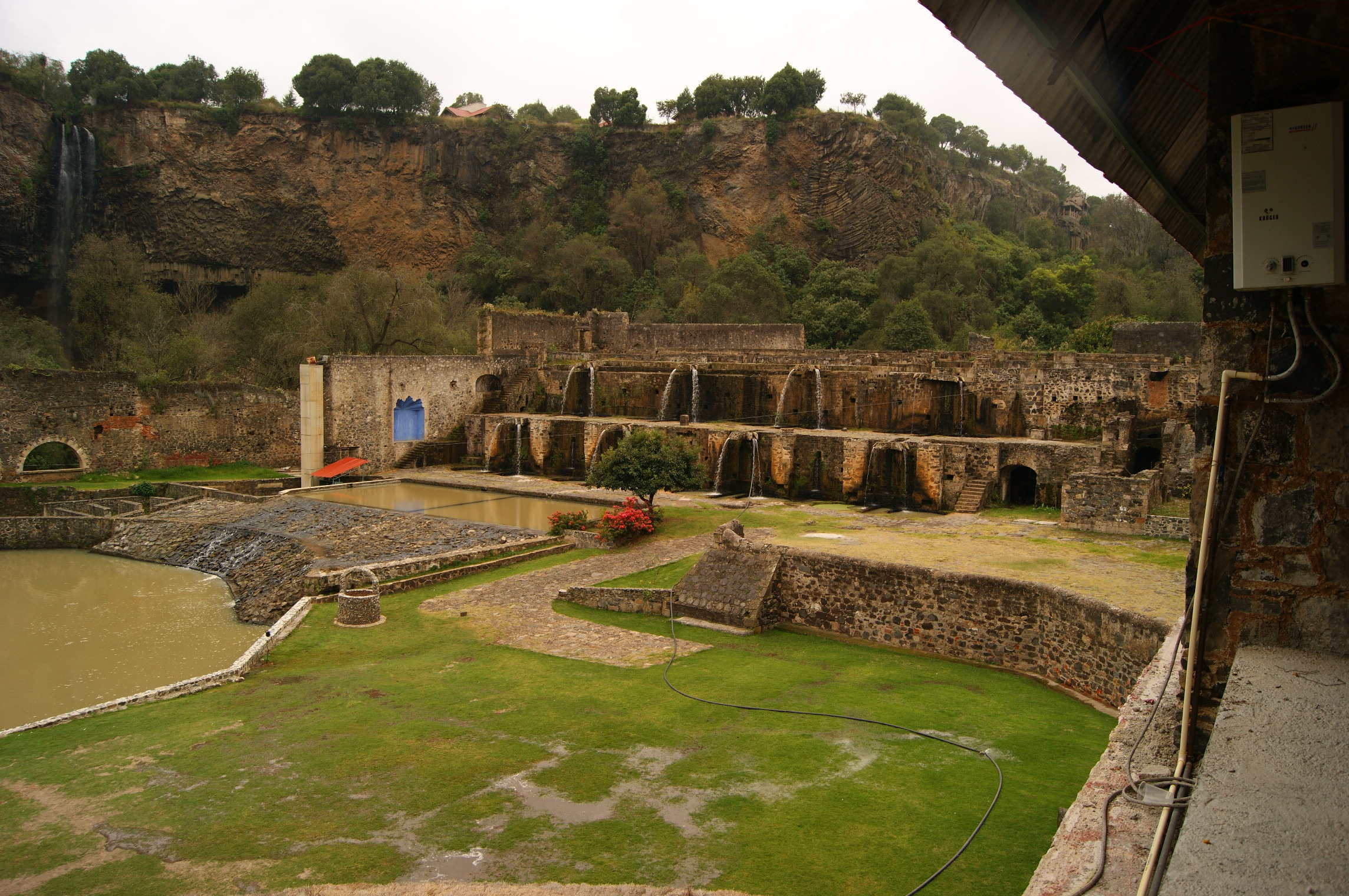
Jardín
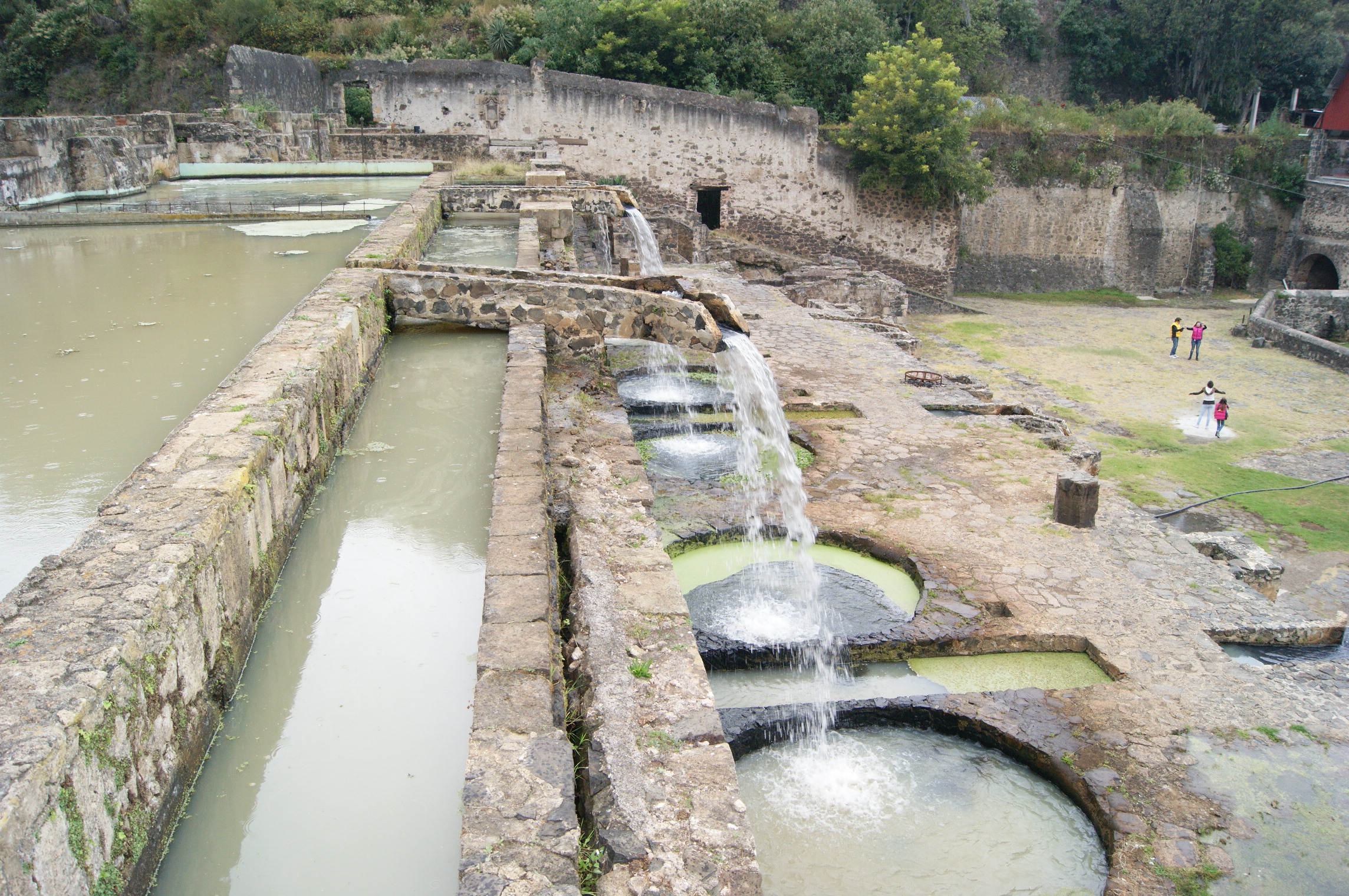
Jardín
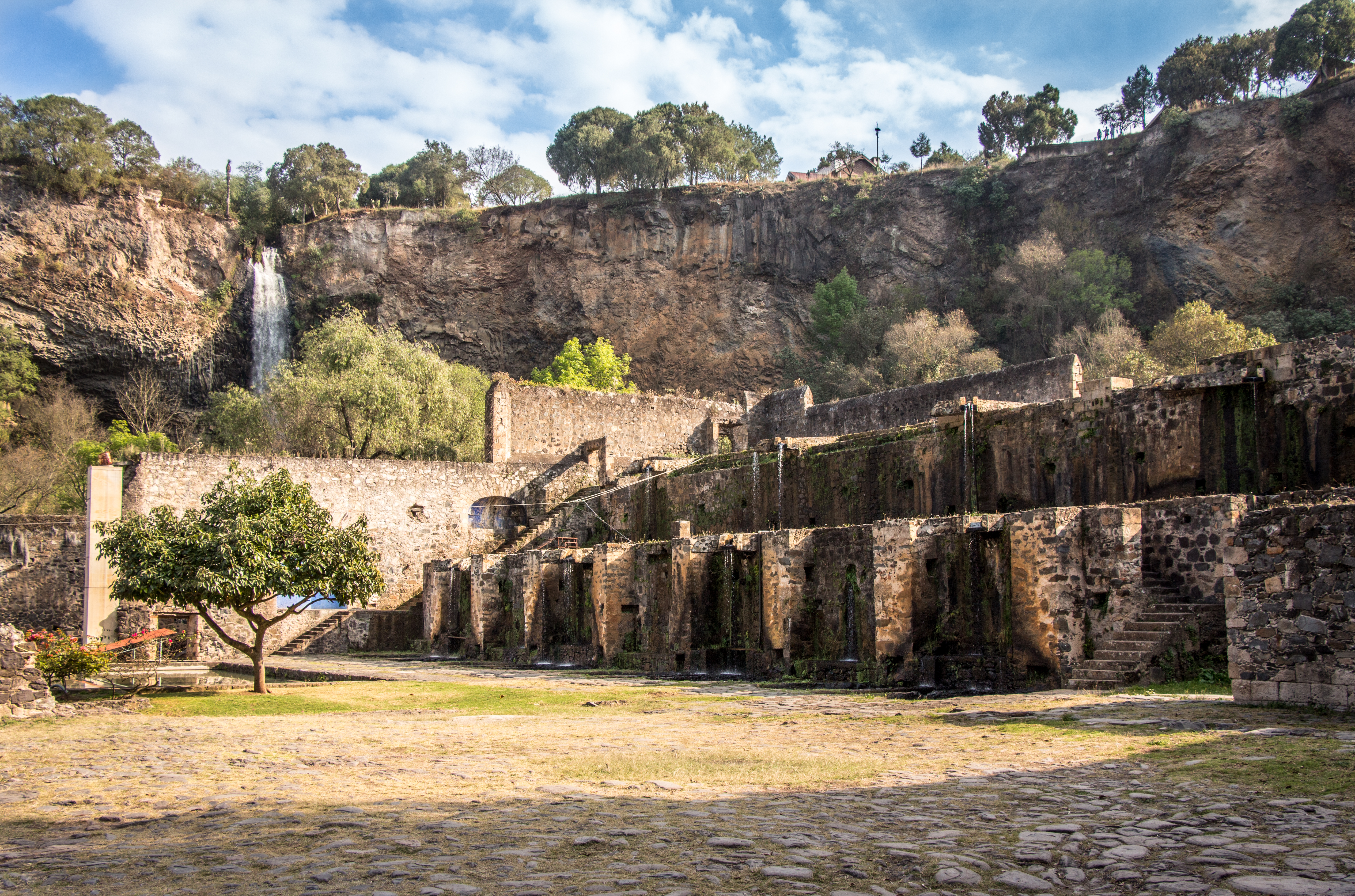
Jardín
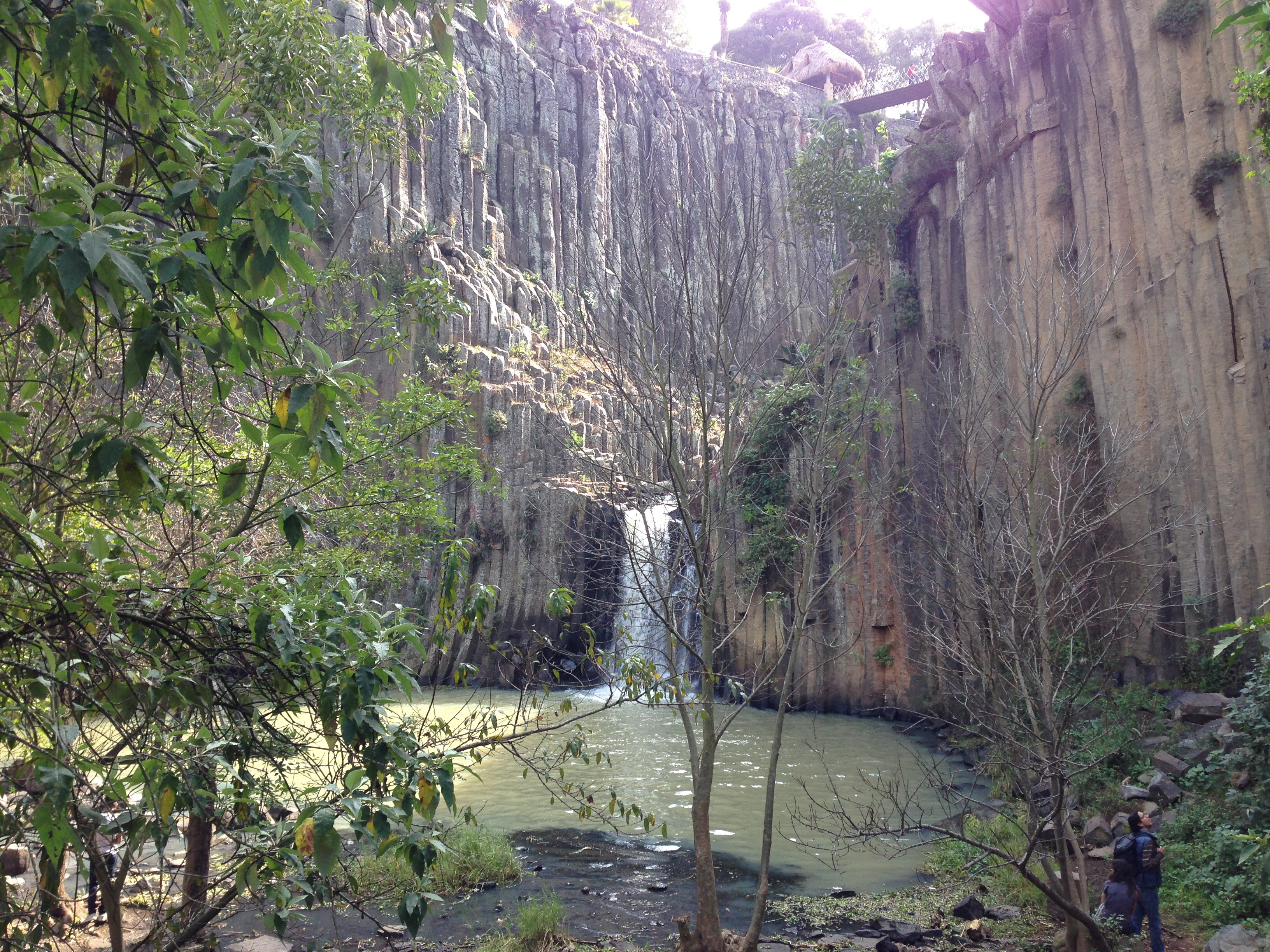
Prismas basálticos vistos desde los jardines.